# 北海道道734号熊牛御影線

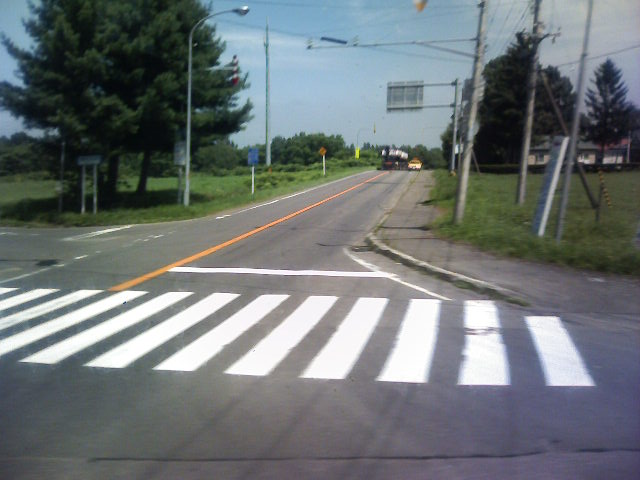
終点の様子

北海道道734号熊牛御影線（ほっかいどうどう734ごう くまうしみかげせん）は、北海道上川郡清水町内を結ぶ一般道道である。

## 概要

### 路線データ
- 起点：北海道上川郡清水町字熊牛（北海道道75号帯広新得線交点）
- 終点：北海道上川郡清水町字御影（国道38号・北海道道55号清水大樹線交点）
- 総延長：2.986 km

## 歴史
- 1972年（昭和47年）2月4日 - 路線認定[1]。

## 地理

### 通過する自治体
- 十勝総合振興局
  - 上川郡清水町

### 主な接続道路
清水町
- 北海道道75号帯広新得線 - 字熊牛（起点）
- 国道38号 - 字御影（終点）
- 北海道道55号清水大樹線 - 字御影（終点）